# Marcali
Marcali (tyska: Martzal, kroatiska: Marcalin) är en stad i provinsen Somogy i Ungern. Staden hade 11 142 invånare (2019).

## Vänorter
- Künzelsau, Tyskland
- Toplița, Rumänien
- Medulin, Kroatien